# John Ringo

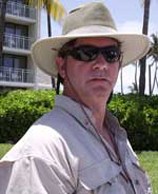
John Ringo, 2007

John Ringo (* 22. März 1963 in Miami-Dade) ist ein US-amerikanischer Science-Fiction- und Fantasy-Autor, der sich vor allem mit militärischen Themen befasst. Seine Werke enthalten viele Darstellungen von Schlachten und Kämpfen.

## Leben
John Ringos Kindheit und Jugend waren vom ständigen Wohnortwechsel der Familie geprägt; er selbst zählt 23 Länder, in denen er gewohnt, und 14 Schulen, auf die er gegangen ist. Nach dem Schulabschluss trat er der Armee bei und wurde Specialist in der 82. US-Luftlandedivision. Nach seiner Dienstzeit studierte er Meeresbiologie, bis ihm klar wurde, wie schlecht bezahlt die Jobs in diesem Gebiet sind, und arbeitete in der IT-Betreuung (SQL-Datenbanken). 1999 konnte er seinen ersten Roman A Hymn Before Battle verkaufen und sich kurze Zeit später als freischaffender Autor etablieren.
In den figurenreichen Military-SF-Spektakeln, die John Ringo schreibt, werden als Redshirt immer wieder die Namen seiner Leser eingebaut, die auf diese Weise an den Kämpfen und Schlachten teilnehmen können, wenn auch in der Regel als Kanonenfutter und nicht für lange Zeit.

## Werke

### Black Tide Rising
- Unter einem Friedhofshimmel, 2015, ISBN 978-3-86552-367-9, Under a Graveyardsky 2013, ISBN 3-86552-367-6.
- Über ein dunkles Meer, 2016, ISBN 978-3-86552-466-9, To Sail a Darkling Sea. 2014, ISBN 1-4767-3621-9.
- Islands of Rage and Hope, 2014, ISBN 978-1-4767-3662-4.
- Strands of Sorrow, 2015, ISBN 978-1-4767-3695-2.
- Black Tide Rising, Juni 2016, Anthologie mit Gary Poole.

### Empire of Man (deutsch: Marduk)
(mit David Weber)
- Das Bronze Bataillon. 2005, ISBN 3-404-23284-4, March Upcountry. 2001.
- Die Marduk-Mission. 2005, ISBN 3-404-23289-5, March to the Sea. 2001.
- Marsch zu den Sternen. 2006, ISBN 3-404-23296-8, March to the Stars. 2003.
- Das trojanische Schiff. 2007, ISBN 3-404-23314-X, We few. 2005.

### Legacy of the Aldenata (deutsch: Invasion)

#### Posleen War (deutsch: Posleen-Krieg)
- Der Aufmarsch. 2004, ISBN 3-453-87539-7, A Hymn Before Battle. 2000.
- Der Angriff. 2004, ISBN 3-453-87903-1, Gust Front. 2001.
- Der Gegenschlag. 2004, ISBN 3-453-52005-X, When the Devil Dances. 2002.
- Die Rettung. 2005, ISBN 3-453-52017-3, Hell’s Faire. 2003.
- Watch on the Rhine. 2005, ISBN 0-7434-9918-2 (mit Tom Kratman)
- Die Verräter. 2008, ISBN 3-453-52441-1, Yellow Eyes. 2007 (mit Tom Kratman)
- The Tuloriad. 2009, ISBN 978-1-4391-3304-0 (mit Tom Kratman)

#### Cally’s War (deutsch: Callys Krieg)
(mit Julie Cochrane)
- Callys Krieg. 2005, ISBN 3-453-52119-6, Cally’s War. 2004.
- Die Rückkehr. 2008, ISBN 978-3-453-52491-0, Sister Time. 2008.
- Die Ehre des Clans. 2009, ISBN 978-3-453-52581-8, Honor of the Clan. 2009.

#### Fortsetzungen
- Heldentaten. 2005, ISBN 3-453-52092-0, The Hero. 2004 (mit Michael Z. Williamson)

#### Hedren War
- Eye of the Storm. 2009, ISBN 1-4391-3273-9.

### The Council Wars (deutsch: Die Nanokriege)
- Der Zusammenbruch. 2005, ISBN 978-3-453-52098-1, There Will Be Dragons. 2003.
- Der Anschlag. 2006, ISBN 978-3-453-52128-5, Emerald Sea. 2004.
- Die Sturmflut. 2007, ISBN 978-3-453-52180-3, Against the Tide. 2006.
- Die Flucht. 2007, ISBN 978-3-453-52296-1, East of the Sun, West of the Moon. 2006.

### Troy Rising (deutsch: Planetenkrieg)
- Planetenkrieg – Feindliche Übernahme. 2010, ISBN 3-453-52921-9, Live Free or Die. 2010.
- Planetenkrieg – Lebende Festung. 2012, ISBN 3-453-52984-7, Citadel. 2010.
- Planetenkrieg – Das letzte Tor. 2013, ISBN 978-3-453-31398-9, The Hot Gate. 2011.

### Paladin of Shadows (deutsch: Kildar)
- Ghost. 2005, ISBN 1-4165-0905-4.
- Kildar. 2006, ISBN 1-4165-2064-3.
- Choosers of the Slain. 2006, ISBN 1-4165-2070-8.
- Unto the Breach. 2006, ISBN 1-4165-0940-2.
- A Deeper Blue. 2007, ISBN 1-4165-2128-3.
- Tiger by the Tail. 2013, ISBN 978-1-4516-3856-1.

### Looking Glass
- Into the Looking Glass. 2005, ISBN 0-7434-9880-1.
- Vorpal Blade. 2007, ISBN 1-4165-2129-1 (mit Travis Taylor)
- Manxome Foe. 2008, ISBN 1-4165-5521-8 (mit Travis Taylor)
- Claws That Catch. 2008, ISBN 1-4391-3313-1 (mit Travis Taylor)

### Special Circumstances
- Princess of Wands. 2006, ISBN 1-4165-0923-2.
- Queen of Wands. 2012, ISBN 978-1-4516-3789-2.

### Clan of the Claw
- Exiled. 2011 (mit Jody Lynn Nye, S. M. Stirling und Harry Turtledove)

### Einzelromane
- The Road to Damascus. 2004, ISBN 0-7434-7187-3 (mit Linda Evans)
- Von Neumann’s War. 2006, ISBN 1-4165-2075-9 (mit Travis Taylor)
- The Last Centurion. 2008.

### Kurzgeschichten
in der Honor-Harrington-Reihe von David Weber, eingefügt in dessen The Service of the Sword, ISBN 0-7434-3599-0:
- Let’s Go to Prague
- A Ship Named Francis